# San Sebastiano (Fossano)
San Sebastiano è una frazione di 650 abitanti del comune italiano di Fossano della provincia di Cuneo, in Piemonte.

## Storia

### La prima comunità S. Anna alla Bastita
I primi ed i più antichi villaggi, come pure le più antiche strade di comunicazione, sorgevano lungo i corsi d'acqua, per soddisfare le necessità degli uomini e degli animali. Così pare sia da attribuirsi l'origine della prima Comunità civile religiosa che prende il nome di «S. Anna alla Bastita» e si perde nell'Alto Medioevo (1200-1300) e che sorgeva appunto sulle sponde del fiume Stura. I più antichi documenti esistenti nell'Archivio Vescovile di Fossano annotato che la prima Comunità nel territorio fossanese, lungo il fiume Stura, fosse appunto la Bastita, o, più propriamente, «S. Anna della Bastita». Il territorio, lungo lo Stura che collegava Fossano, via S. Anna, a Cuneo, fu per lunghissimo tempo ed in massima parte coperto da fitti boschi per mancanza di canalizzazione delle terre. La prima strada sulla quale passava il traffico ed il commercio tra Fossano e Cuneo e le Valli era appunto quella che correva sulla sponda del fiume Stura, transitando per Sant'Anna. Successivamente, al sorgere delle nuove Comunità di San Sebastiano e di Murazzo, la strada lascerà la sponda per salire più a monte. Al tempo del «COMUNE DI FOSSANO» anche la primitiva Comunità di Sant'Anna prima, e di San Sebastiano e di Murazzo poi, si aggregarono alla città per motivi di commercio e di sicurezza.

### San Sebastiano nel 1600
Nel 1593 la comunità era di circa 200 abitanti, priva di sacerdote, per la scarsità dei mezzi di sussistenza. Alla messa festiva, ogni due settimane, provvedeva il rettore di S. Anna, una piccola cappella che si trova su una strada secondaria presso il fiume Stura, che unisce le frazioni di S. Sebastiano e Murazzo.

### Confini e registri
I confini di S. Sebastiano, dapprima molto incerti, verranno definiti solo in seguito nel 1610 e sono le parrocchie di Murazzo, Maddalene e Gerbo. Il registro dei battezzati è il più antico documento esistente in Archivio riguardante la chiesa di S. Sebastiano, qui sono registrati i nomi dei 23 Rettori o cappellani che si succedettero dal 1654 al 1836.

### San Sebastiano nel 1700
Nel 1700, mentre Fossano è occupata a scacciare i francesi e gli spagnoli dal Piemonte con le vittorie dei Savoia, la popolazione di S. Sebastiano si espande lungo il Naviglio di Bra, comunemente detto Canale di Bra (la popolazione era cresciuta da 200 abitanti a 1163). Grazie alle donazioni fatte verso la fine del Settecento la Chiesa battesimale venne ristrutturata assumendo le sembianze odierne. L'occupazione dell'Italia settentrionale da parte di Napoleone Bonaparte rese più difficile la ristrutturazione della chiesa per l'impoverimento della popolazione.

### San Sebastiano in epoca odierna
Verso la fine del 1700 e l'inizio del 1800 la storia di San Sebastiano s'intreccia con quella di Fossano, che aveva incorporato il paese nella sua area comunale già da tempo. Nel frattempo la comunità cittadina attorno alla chiesa parrocchiale cresce mentre i centri rurali come le borgate di Santa Giorgia (tra il centro cittadino e lo Stura), Sant'Anna (tra Santa Giorgia e Murazzo) e Santa Caterina (tra Fossano e il centro) registrano un declino demografico. Negli ultimi anni del 1800 la popolazione si stabilizza intorno agli 850 abitanti, mentre con l'inizio del 1900 e le due Guerre Mondiali (anche per la vicinanza a Fossano) si raggiungono le 650 persone.

## Luoghi di interesse

### La chiesa parrocchiale
La chiesa parrocchiale, situata lungo la SS 231, si trova nel centro del paese e ultimamente è soggetta ad un restauro conservativo del campanile e del pavimento interno che ha seguito il restauro della pala dietro l'altare. All'esterno si trova una lapide commemorativa in onore dei soldati morti nella Prima guerra mondiale. Dedicata a San Grato, ogni anno, ogni prima domenica del mese di settembre, si ha una festa patronale in onore del santo. La parrocchia fa parte di una collaborazione pastorale con le parrocchie fossanesi di Sant'Antonio e San Bernardo e la parrocchia di San Martino, situata nell'omonima frazione. 
Il parroco è don Danilo Bedino.

### La cappella di Sant'Anna della Bastita
Comunemente detta "Sant'Anna del brigne" (che significa "delle prugne/susine" in piemontese) per distinguerla dalla Bastita di Murazzo, è situata lungo la strada che collega la frazione allo Stura, è esattamente sul confine tra le parrocchie di San Sebastiano e Murazzo e secondo la leggenda,  il portico appartiene a Murazzo mentre la chiesa a San Sebastiano. Di piccole dimensioni, è una chiesetta campestre dedicata a Sant'Anna. Piena di affreschi ex voto, ogni anno i massari provvedono ai festeggiamenti e la terza domenica di luglio il parroco di San Sebastiano celebra una funzione seguita da una processione.

### Il monumento ai Caduti
Ricorda le vittime della Seconda guerra mondiale ed è situato lungo la SS 231, vicino alla scuola dell'infanzia. Si tratta di uno spuntone di roccia su un basamento rivestito in pietra, delimitato da una catena in ferro.

## Il nome Communia
Al primo nome di San Sebastiano si aggiunse più tardi quello della Communia. Il nome Communia è sicuramente contrazione del latino «Communitas» che nell'Alto Medioevo fu tradotto: denominando un insieme di casolari riuniti. La prima cura degli abitanti di queste comunità era quella di mettersi sotto la protezione di un Santo a cui dedicavano una Cappella nella quale si riunivano (convenivano) non solo per celebrare i riti religiosi, ma anche per eleggere i capi della Comunità in qualità di amministratori. La Comunità esercitava il dominio su piccole o su vaste estensioni di terreno considerate come proprietà del Cantone o paese e destinate ordinariamente all'uso comune di tutti gli abitanti. Si ponevano in comune i cosiddetti diritti domenicali di pascoli, di acqua, di boschi e di mulini. La Communia viene nominata già nella metà del Cinquecento dai Nunzi Apostolici di Torino da cui dipendeva e poi dai primi documenti dei Vescovi di Fossano, eretta diocesi nel 1592.
Era una comunità vera, ben distinta dalle altre, ed è questo, quasi sicuramente, il motivo per cui la parola «Communia» entrò a far parte della denominazione o del titolo del paese. Verso il 1600, stava sorgendo una nuova chiesa dedicata a San Sebastiano, sulla strada verso San Martino. Da quel tempo tutte le documentazioni ufficiali incominciano a distinguere chiaramente la comunità di San Sebastiano alla Communia dalla comunità di San Sebastiano di Santa Maria, che in seguito si denominerà San Sebastiano Rotto. Così «la Communia» divenne il nome più usato fino al 1750. Dal 1800 in poi, dopo la decadenza di San Sebastiano Rotto, rispetto alla parola Communia tornò a prevalere il primo nome, quello del titolo della chiesa, che oggi è il solo usato.